# Саут Гал Лејк (Мичиген)
Саут Гал Лејк (енгл. South Gull Lake) насељено је место без административног статуса у америчкој савезној држави Мичиген.

## Демографија
По попису из 2010. године број становника је 1.182, што је 344 (-22,5%) становника мање него 2000. године.
| Група             | 2000.         | 2010.         |
| Белци             | 1.503 (98,5%) | 1.139 (96,4%) |
| Афроамериканци    | 0 (0,0%)      | 5 (0,4%)      |
| Азијати           | 1 (0,1%)      | 16 (1,4%)     |
| Хиспаноамериканци | 16 (1,0%)     | 11 (0,9%)     |
| Укупно            | 1.526         | 1.182         |